# Шарипов, Максуд Хайритдинович
Максуд Хайритдинович Шарипов (4 августа 1940 — 11 марта 1985) — советский футболист, тренер.
Всю карьеру провёл в 1960—1968 годах в ташкентском «Пахтакоре». В классе «А» в 1960—1963, 1965—1968 годах сыграл 135 матчей.
Работал старшим тренером в клубе «Ок олтын» Андижанская область (1969), тренером в «Янгиере» (1971), начальником команды (1973) и старшим тренером в «Андижанце».
Скончался в марте 1985 года в возрасте 44 лет.